# Сьвенцьк-Новіни
Сьвенцьк-Новіни (пол. Święck-Nowiny) — село в Польщі, у гміні Високе-Мазовецьке Високомазовецького повіту Підляського воєводства.
Населення — 77 осіб (2011).
У 1975-1998 роках село належало до Ломжинського воєводства.

## Демографія
Демографічна структура станом на 31 березня 2011 року:
|          | Загалом | Допрацездатний вік | Працездатний вік | Постпрацездатний вік |
| -------- | ------- | ------------------ | ---------------- | -------------------- |
| Чоловіки | 41      | 14                 | 23               | 4                    |
| Жінки    | 36      | 10                 | 16               | 10                   |
| Разом    | 77      | 24                 | 39               | 14                   |